# EVR Cargo
EVR Cargo AS, Eesti Raudtee Cargo – narodowy przewoźnik kolejowy w Estonii. Spółka zależna firmy Eesti Raudtee.
Przedsiębiorstwo zostało powołane w 2009 r. w związku z restrukturyzacją Kolei Estońskich (EVR). EVR Cargo świadczy usługi w zakresie przewozów towarowych. Swoją działalność prowadzi na liniach kolejowych EVR Infra. Obsługuje głównie ruch tranzytowy z Federacji Rosyjskiej do estońskich portów bałtyckich.